# Fenneropenaeus chinensis
Fenneropenaeus chinensis är en kräftdjursart som först beskrevs av Pehr Osbeck 1765.  Fenneropenaeus chinensis ingår i släktet Fenneropenaeus och familjen Penaeidae. Inga underarter finns listade i Catalogue of Life.